# Kyohei Noborizato
Kyohei Noborizato (Osaka, 13 november 1990) is een Japans voetballer.

## Carrière
Kyohei Noborizato tekende in 2009 bij Kawasaki Frontale.